# Mikon
Mikon var en under 400-talet f.Kr. i Aten verksam konstnär. Mikon anses som viktig särskilt som skulptör och målare. Hans namn är känt genom några större offentliga arbeten, bland annat skulturer placerade på Atens agora. Till hans viktigare arbeten i Pelarhallen Stoa poikile. Där inne på hallväggarna utförde Mikon två större konstnärliga arbeten, det ena i samarbete med Panainos - Slaget vid Marathon, det andra av allt att döma på egen hand - Theseus kamp mot amasonerna. Även i Theseustemplet var Mikon representerad med tre större arbeten: Striden mellan kentaurer och lapiter, Theseus besöker Afrodite och Poseidon samt Theseus död. I Anakeiontemplet målade Mikon Argonauternas uppbrott. Mikon var elev till Polygnotos, och de två utvecklade tillsammans grundregler för utergivning av rummets gestaltning. Några verk efter Mikon finns inte bevarade. Hans dotter Timarete omtalas som historiens första kvinnliga konstmålare.